# Komarowka (rejon konyszowski)
Komarowka (ros. Комаровка) – chutor w zachodniej Rosji, w sielsowiecie płatawskim rejonu konyszowskiego w obwodzie kurskim.

## Geografia
Miejscowość położona jest nad Swapą (prawy dopływ Sejmu), 9,5 km od centrum administracyjnego sielsowietu (Kaszara), 23 km na południowy zachód od centrum administracyjnego rejonu (Konyszowka), 85 km na zachód od Kurska.
W chutorze znajduje się 16 posesji.
Klimat
Miejscowość, jak i cały rejon, znajduje się w strefie klimatu kontynentalnego z łagodnym ciepłym latem i równomiernie rozłożonymi opadami rocznymi (Dfb w klasyfikacji klimatów Köppena).

## Demografia
W 2010 r. chutor zamieszkiwało 5 osób.